# Kazyr
Kazyr, příp Bolo (rusky Kaзыр, Боло) je řeka v Krasnojarském kraji s horním tokem v Irkutské oblasti v Rusku. Je 388 km dlouhá. Povodí má rozlohu 20 900 km².

## Průběh toku
Pramení v pohoří Východní Sajan a protéká jím a jeho výběžky. Dolina kterou protéká je převážně úzká a řeka překonává řadu prahů (Horní Kitacký, Ubinský aj.). Pod ústím Kiziru se dolina rozšiřuje a koryto se rozděluje na mnohá ramena. Je zdrojnicí Tuby, která ústí zprava do Jeniseje.

## Vodní režim
Zdrojem vody jsou sněhové a dešťové srážky. Průměrný roční průtok vody u vesnice Sretěnka ve vzdálenosti 40 km od ústí činí přibližně 317 m³/s.